# Biberbach (Niederösterreich)
Biberbach ist eine Gemeinde mit 2342 Einwohnern (Stand 1. Jänner 2024) im Bezirk Amstetten in Niederösterreich.

## Geografie
Biberbach liegt im Mostviertel in Niederösterreich in der Hügellandschaft zwischen der mittleren Ybbs und der Url. Von der Ybbs, die in 320 Meter Meereshöhe die Gemeindegrenze im Südosten bildet, steigt das Land nach Nordwesten rasch auf bis zu 500 Meter an. Danach fällt es von mehreren Bächen wie dem Biberbach durchflossen, hügelig zur Url nach Norden ab.
Die Fläche der Gemeinde umfasst 28 Quadratkilometer. Davon werden beinahe drei Viertel landwirtschaftlich genutzt, 18 Prozent sind bewaldet.

### Gemeindegliederung
Das Gemeindegebiet ist ident mit der Katastralgemeinde Biberbach und die Ortschaft gliedert sich in zahlreiche Ortsteile: Adersdorf, Angerhof, Aubauern, Biberbach Dorf, Biberbach Umgebung, Brandhof, Dumdachting, Engelsberg, Gstadthof, Holzbauer, Innergrub, Jedersdorf, Kaltaigen, Kleingassen, Kugelau, Mariental, Oismühle, Parkfried, Pratstrum, Schörghub, Straßbauern, Stupfreit, Tiefenweg, Vielmetzen und Willersdorf. Weiters befinden sich in Biberbach mehrere Einzellagen.

### Nachbargemeinden
| Wolfsbach     | Aschbach                                    |                     |
| Seitenstetten | Kompassrose, die auf Nachbargemeinden zeigt | Kematen an der Ybbs |
|               | Waidhofen an der Ybbs                       | Sonntagberg         |

## Geschichte
Im Altertum war das Gebiet Teil der Provinz Noricum.
Biberbach wurde erstmals 1116 urkundlich erwähnt. Bereits 1312 wird der Ort zur Pfarre erhoben. Nach der Zerstörung der Kirche beim Türkeneinfall 1529 wird Biberbach vom Stift Seitenstetten administriert und erst 1757 wieder selbständige Pfarre.
Laut Adressbuch von Österreich waren im Jahr 1938 in der Ortsgemeinde Biberbach ein Bäcker, drei Binder, ein Brunnenbauer, ein Fleischer, acht Gastwirte, drei Gemischtwarenhändler, ein Glaser, eine Hebamme, ein Erzeuger von landwirtschaftlichen Geräten, drei Schmiede, ein Schneider und vier Schneiderinnen, vier Schuster, zwei Schweinehändler, zwei Tischler, zwei Viehhändler, ein Viktualienhändler, zwei Wagner und zahlreiche Landwirte ansässig. Des Weiteren gab es im Ort eine Pappfabrik, ein Elektrizitätswerk der Theresienthaler Papierfabriks AG und eines der Elissen-Röder & Co., eine Mühle und ein Sägewerk. Bei der Papierfabrik Oismühle gab es in der NS-Zeit ein Zwangsarbeiterlager für ungarische Juden.

### Bevölkerungsentwicklung
| Biberbach: Einwohnerzahlen von 1869 bis 2024        | Biberbach: Einwohnerzahlen von 1869 bis 2024 | Biberbach: Einwohnerzahlen von 1869 bis 2024 | Biberbach: Einwohnerzahlen von 1869 bis 2024 | Biberbach: Einwohnerzahlen von 1869 bis 2024 |
| --------------------------------------------------- | -------------------------------------------- | -------------------------------------------- | -------------------------------------------- | -------------------------------------------- |
| Jahr                                                |                                              |                                              |                                              | Einwohner                                    |
| 1869                                                | 1869                                         |                                              | 1.366                                        | 1.366                                        |
| 1880                                                | 1880                                         |                                              | 1.410                                        | 1.410                                        |
| 1890                                                | 1890                                         |                                              | 1.562                                        | 1.562                                        |
| 1900                                                | 1900                                         |                                              | 1.622                                        | 1.622                                        |
| 1910                                                | 1910                                         |                                              | 1.887                                        | 1.887                                        |
| 1923                                                | 1923                                         |                                              | 1.782                                        | 1.782                                        |
| 1934                                                | 1934                                         |                                              | 1.815                                        | 1.815                                        |
| 1939                                                | 1939                                         |                                              | 1.712                                        | 1.712                                        |
| 1951                                                | 1951                                         |                                              | 1.671                                        | 1.671                                        |
| 1961                                                | 1961                                         |                                              | 1.638                                        | 1.638                                        |
| 1971                                                | 1971                                         |                                              | 1.793                                        | 1.793                                        |
| 1981                                                | 1981                                         |                                              | 1.824                                        | 1.824                                        |
| 1991                                                | 1991                                         |                                              | 1.960                                        | 1.960                                        |
| 2001                                                | 2001                                         |                                              | 2.101                                        | 2.101                                        |
| 2011                                                | 2011                                         |                                              | 2.197                                        | 2.197                                        |
| 2021                                                | 2021                                         |                                              | 2.292                                        | 2.292                                        |
| 2024                                                | 2024                                         |                                              | 2.342                                        | 2.342                                        |
| Quelle(n): Statistik Austria, Gebietsstand 1.1.2021 |                                              |                                              |                                              |                                              |

## Kultur und Sehenswürdigkeiten

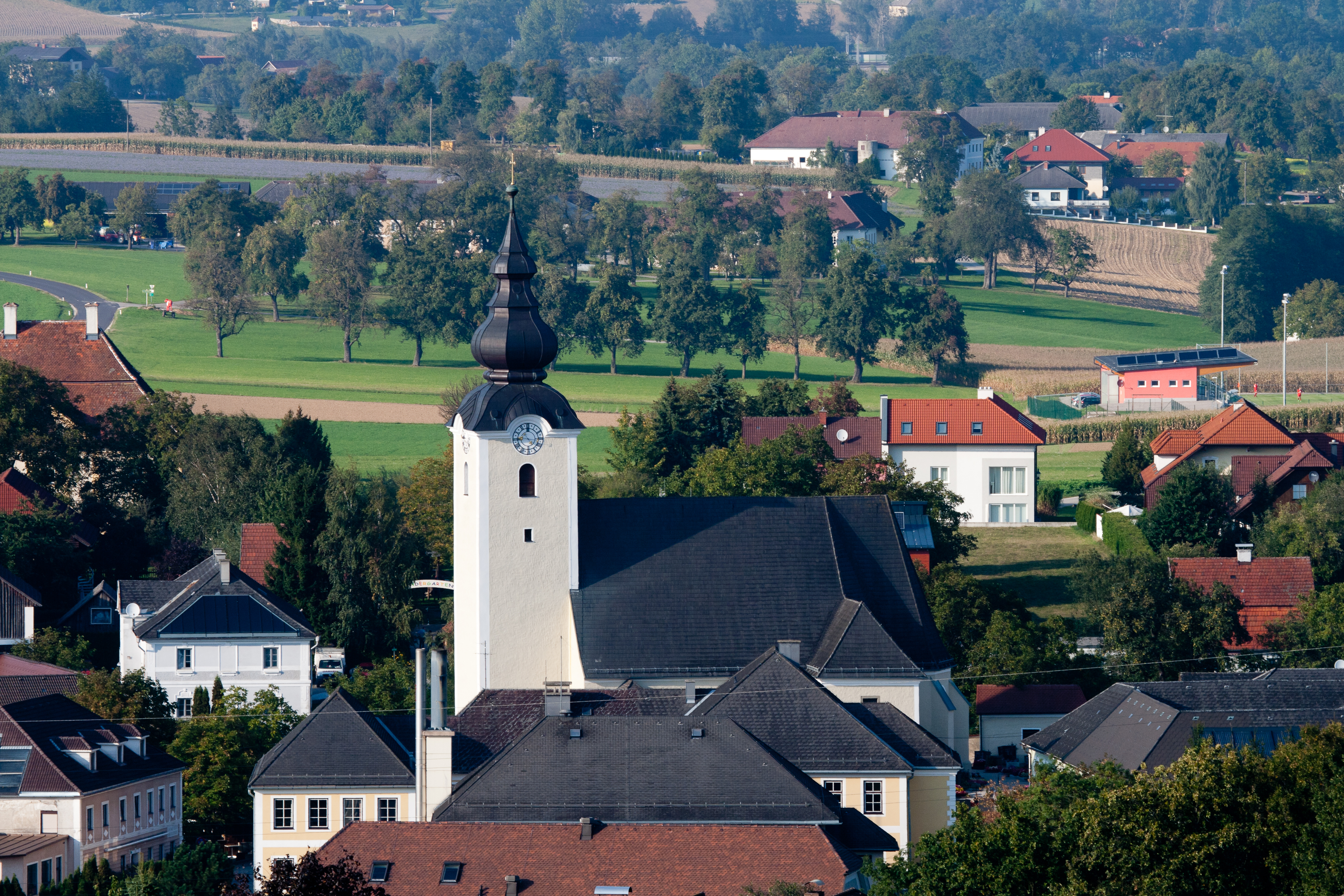
Pfarrkirche Biberbach

- Katholische Pfarrkirche Biberbach hl. Stephan

## Wirtschaft und Infrastruktur

### Wirtschaftssektoren
Biberbach ist eine landwirtschaftlich geprägte Gemeinde. Von den 119 Bauernhöfen des Jahres 2010 wurden 78 im Haupt- und 41 im Nebenerwerb geführt. Im Produktionssektor arbeiteten 139 Erwerbstätige im Bereich Herstellung von Waren, 17 in der Bauwirtschaft und zwei in der Energieversorgung. Die wichtigsten Arbeitgeber des Dienstleistungssektors waren die Bereiche Handel (43), Beherbergung und Gastronomie (25) und persönliche und soziale Dienste (22 Mitarbeiter).
| Wirtschaftssektor            | Anzahl Betriebe | Anzahl Betriebe | Erwerbstätige | Erwerbstätige |
| Wirtschaftssektor            | 2011            | 2001            | 2011          | 2001          |
| ---------------------------- | --------------- | --------------- | ------------- | ------------- |
| Land- und Forstwirtschaft 1) | 119             | 142             | 131           | 179           |
| Produktion                   | 15              | 11              | 158           | 114           |
| Dienstleistung               | 59              | 34              | 125           | 85            |

1) Betriebe mit Fläche in den Jahren 2010 und 1999

### Wasserkraftwerk
| Kraftwerk | Gemeinde  | Baujahr    | Engpassleistung [MW] | Jahresarbeitsvermögen [GWh] | Maschinensätze | Eigentümer                             |
| --------- | --------- | ---------- | -------------------- | --------------------------- | -------------- | -------------------------------------- |
| Oismühle  | Biberbach | 1870, 2007 | 1,5                  | 6,85                        | 2              | Wasserkraftwerk Oismühle GmbH & Co. KG |

### Arbeitsmarkt, Pendeln
Im Jahr 2011 lebten 1154 Erwerbstätige in Biberbach. Davon arbeiteten 284 in der Gemeinde, drei Viertel pendelten aus.

### Verkehr
- Bahn: Die Gemeinde liegt an der Trasse der Westbahn, die im Norden einen Durchgangsbahnhof hat. An der Haltestelle Krenstetten-Biberbach werden Regionalzüge nach Amstetten und St. Valentin bedient.

### Öffentliche Einrichtungen
In der Gemeinde gibt eine Volksschule.

### Sportvereine
- Fußball Union Biberbach
- Tennis Union Tennisclub Biberbach
- Motorsport MTC Biberbach
- Tischtennis Union Tennisclub Biberbach
- Wandern Wanderverein Biberbach
- Stocksport Union Stockschützen

## Politik

### Gemeinderat
Seit 2005 hat der Gemeinderat 21 Mitglieder.
- Mit den Gemeinderatswahlen in Niederösterreich 1990 hatte der Gemeinderat folgende Verteilung: 14 ÖVP, 4 SPÖ und 1 FPÖ.
- Mit den Gemeinderatswahlen in Niederösterreich 1995 hatte der Gemeinderat folgende Verteilung: 14 ÖVP, 4 SPÖ und 1 FPÖ.[11]
- Mit den Gemeinderatswahlen in Niederösterreich 2000 hatte der Gemeinderat folgende Verteilung: 15 ÖVP, 3 SPÖ und 1 Grüne.[12]
- Mit den Gemeinderatswahlen in Niederösterreich 2005 hatte der Gemeinderat folgende Verteilung: 16 ÖVP und 5 SPÖ.[13]
- Mit den Gemeinderatswahlen in Niederösterreich 2010 hatte der Gemeinderat folgende Verteilung: 17 ÖVP und 4 SPÖ.[14]
- Mit den Gemeinderatswahlen in Niederösterreich 2015 hatte der Gemeinderat folgende Verteilung: 15 ÖVP, 3 Grüne und 3 SPÖ.[15]
- Mit den Gemeinderatswahlen in Niederösterreich 2020 hatte der Gemeinderat folgende Verteilung: 18 ÖVP und 3 SPÖ.[16]
- Mit den Gemeinderatswahlen in Niederösterreich 2025 hat der Gemeinderat folgende Verteilung: 18 ÖVP und 3 FPÖ.[17]

### Bürgermeister
- 1939–? Rupert Theuerkauf (NSDAP)

- 1983–2016 Karl Latschenberger
- seit 2016 Friedrich Hinterleitner (ÖVP)[18]

### Gemeindewappen
Der Gemeinde wurde 1979 folgendes Wappen verliehen: Ein durch einen silbernen Wellenbalken geteilter Schild, oben in Gold ein aus der Schildesteilung wachsender schwarzer, rotbewehrter Greif, unten von Blau auf Gold gerautet.
Der Greif und die Rauten stehen für das Geschlecht der Dieminger, die vom 13. bis zum 15. Jahrhundert ihren Hauptsitz in Biberbach hatten. Die Wellen symbolisieren den namensgebenden Biberbach.

### Gemeindepartnerschaften
- seit 1980  Beilngries in Bayern (Deutschland)[20][21]

## Persönlichkeiten
- Leopold Weber (1899–1951), Politiker (SPÖ). Von 1949 bis 1951 Abgeordneter zum Landtag von Niederösterreich.
- Peter Lisec (1937–2009), Industrieller